# Akiyuki Shinbō
Akiyuki Shinbō (新房 昭之?, Shinbō Akiyuki; Fukushima, 27 settembre 1961) è un regista giapponese.
Dal 2004 è regista e supervisore di quasi tutte le opere di studio Shaft. Il suo stile unico e riconoscibile fonde elementi visionari e surreali con arte tipografica, inquadrature da angoli particolari e uso di testo scritto e fotografie.

## Biografia
Dopo essersi laureato presso il Tokyo Design Institute, inizia la sua carriera negli anime nel 1981 come animatore in Lamù. Nel 1994 debutta come regista con Metal Fighter Miku.
Nel 2001 dirige Soul Taker dove inizia a sviluppare il suo stile unico. Nel 2004 dirige Mahō shōjo Lyrical Nanoha, Le Portrait de Petit Cossette e Tsukuyomi: Moon Phase.
Sarà con quest'ultimo anime che ha inizio la sua lunga collaborazione con Shaft, come regista, supervisore ed educatore per i nuovi membri dello studio.
Ha partecipato in queste vesti a quasi tutte le opere dello studio.

## Opere
- Metal Fighter Miku (1994)
- Yoko cacciatrice di demoni (1995) (Episodio 6)
- Galaxy Fraulein Yuna: The Abyssal Fairy (1996)
- Debutante Detective Corps (1996)
- Hurricane Polymar - Holy Blood (1996)
- Starship Girl Yamamoto Yohko series (1996–1999)
- Detatoko Princess (1997)
- Twilight of the Dark Master (1997)
- Tenamonya Voyagers (1999)
- Soul Taker (2001)
- Triangle Heart: Sweet Songs Forever (2003)
- Le Portrait de Petit Cossette (2004)
- Tsukuyomi: Moon Phase (2004)
- Mahō shōjo Lyrical Nanoha (2004)
- Pani Poni Dash! (2005)
- Negima!? (2006)
- Hidamari sketch (2007)
- Sayonara Zetsubō-sensei (2007)
- ef - a tale of memories (2007) [Supervisore]
- Zoku Sayonara Zetsubō-sensei (2008)
- Hidamari sketch x 365 (2008)
- ef - a tale of melodies (2008) [Supervisore]
- Goku Sayonara Zetsubō-sensei (2008)
- Mahō Sensei Negima!: Shiroki Tsubasa Ala Alba (2008)
- Maria†Holic (2009)
- Natsu no arashi (2009)
- Bakemonogatari (2009)
- Zan Sayonara Zetsubō-sensei (2009)
- Natsu no arashi Akinaichuu! (2009)
- Mahō Sensei Negima! : Mō Hitotsu no Sekai (2009)
- Zan Sayonara Zetsubō-sensei Bangai-chi (2009)
- Dance in the Vampire Bund (2010)
- Hidamari sketch x ☆☆☆ (2010)
- Arakawa Under the Bridge (2010)
- Arakawa Under the Bridge x Bridge (2010)
- Soredemo Machi wa Mawatteiru (2010)
- Puella Magi Madoka Magica (2011)
- Maria†Holic Alive (2011)
- Denpa onna to seishun otoko (2011)
- Sasami-san@Ganbaranai (2013)
- Fireworks - Vanno visti di lato o dal basso? (2017)